# Падеш
Падеш (рум. Padeș) — село у повіті Горж в Румунії. Входить до складу комуни Падеш.
Село розташоване на відстані 264 км на захід від Бухареста, 32 км на захід від Тиргу-Жіу, 108 км на північний захід від Крайови.

## Географія
На західній околиці села бере початок річка Мотру.

## Населення
За даними перепису населення 2002 року у селі проживали 875 осіб, усі — румуни. Усі жителі села рідною мовою назвали румунську.